# Liste der Mitglieder der American Academy of Arts and Sciences/1905
Im Jahr 1905 wählte die American Academy of Arts and Sciences 9 Personen zu ihren Mitgliedern.

## Neu gewählte Mitglieder
- Louis Bell (1864–1923)
- Samuel Henry Butcher (1850–1910)
- Kuno Francke (1855–1930)
- Charles Gross (1857–1909)
- Arthur Edwin Kennelly (1861–1939)
- Wilhelm Ostwald (1853–1932)
- Michael Idvorsky Pupin (1854–1935)
- Herbert Langford Warren (1857–1917)
- Samuel Williston (1861–1962)